# Prinia hypoxantha
Prinia hypoxantha е вид птица от семейство Cisticolidae.

## Разпространение
Видът е разпространен в Свазиленд и Южна Африка.